# Arab (Alabama)
Arab er en by i den nordøstlige del af staten Alabama i USA. Den ligger i de amerikanske counties Cullman og Marshall County. Byen har 8.461 (2020) indbyggere. Den blev grundlagt i 1882 .